# Île Ommanney
L'île Ommanney (en russe : Остров Оммани, ostrov Ommani) est une île de la terre François-Joseph.

## Géographie
Située dans la partie nord de la Terre de Zichy, à 11 km au nord-ouest de l'île Jackson et à 10 km au nord-est de l'Île Harley, elle est en forme de croissant de 3 km de longueur sur 1,2 km de largeur. Son point culminant, au sud, mesure 27 m d'altitude. Elle est entièrement recouverte de glace à l'exception des côtes nord et sud-ouest dont les plages sont rocheuses. 

## Histoire
Découverte par Frederick G. Jackson en mai 1895, elle a été nommée en l'honneur de l'explorateur arctique Erasmus Ommanney.
Umberto Cagni, de retour de son voyage vers le pôle Nord, parvient à s'y réfugier avec ses hommes en juin 1900 avant de repartir pour rejoindre le duc des Abruzzes.